# Шеліше
Шеліше (перс. شليشه) — село в Ірані, у дегестані Південний Амлаш, в Центральному бахші, шагрестані Амлаш остану Ґілян. За даними перепису 2006 року, його населення становило 113 осіб, що проживали у складі 31 сім'ї.

## Клімат
Середня річна температура становить 10,82°C, середня максимальна – 25,07°C, а середня мінімальна – -4,85°C. Середня річна кількість опадів – 508 мм.
| Клімат поселення                              | Клімат поселення | Клімат поселення | Клімат поселення | Клімат поселення | Клімат поселення | Клімат поселення | Клімат поселення | Клімат поселення | Клімат поселення | Клімат поселення | Клімат поселення | Клімат поселення | Клімат поселення |
| Показник                                      | Січ.             | Лют.             | Бер.             | Квіт.            | Трав.            | Черв.            | Лип.             | Серп.            | Вер.             | Жовт.            | Лист.            | Груд.            |                  |
| Середній максимум, °C                         | 6,22             | 6,26             | 8,06             | 14,24            | 19,86            | 23,94            | 25,07            | 24,87            | 21,17            | 18,02            | 11,55            | 6,82             |                  |
| Середня температура, °C                       | 0,70             | 0,72             | 2,53             | 8,70             | 14,31            | 18,40            | 21,22            | 21,02            | 17,34            | 14,16            | 7,71             | 2,98             |                  |
| Середній мінімум, °C                          | −4,85            | −4,83            | −3               | 3,17             | 8,78             | 12,86            | 17,36            | 17,19            | 13,50            | 10,32            | 3,86             | −0,87            |                  |
| Норма опадів, мм                              | 43               | 43               | 65               | 51               | 42               | 20               | 17               | 18               | 32               | 62               | 58               | 57               |                  |
| Середньомісячна швидкість вітру, м/с          | 2.09             | 2.57             | 2.68             | 2.76             | 2.24             | 1.88             | 2.00             | 2.00             | 1.76             | 2.01             | 2.18             | 2.06             |                  |
| Середньомісячна сонячна радіація, кДж/м²·день | 7653             | 9986             | 12306            | 16319            | 19895            | 21716            | 22199            | 19251            | 16143            | 11748            | 9136             | 7243             |                  |
| --------------------------------------------- | ---------------- | ---------------- | ---------------- | ---------------- | ---------------- | ---------------- | ---------------- | ---------------- | ---------------- | ---------------- | ---------------- | ---------------- | ---------------- |
| Джерело:                                      |                  |                  |                  |                  |                  |                  |                  |                  |                  |                  |                  |                  |                  |